# Список эпизодов телесериала «Пригород»
Список серий американского комедийного телесериала «Пригород», премьера которого состоялась 28 сентября 2011 года на телеканале ABC.
Разведённый отец переезжает из Нью-Йорка в пригород, в надежде дать своей 16-летней дочери новую жизнь. Но жизнь в пригороде приготовила им немало сюрпризов, и в первую очередь самые настоящие «Степфордские жёны» в качестве соседей.

## Обзор сезонов
| Сезоны | Сезоны | Эпизоды | Оригинальная дата показа | Оригинальная дата показа |
| Сезоны | Сезоны | Эпизоды | Премьера сезона          | Финал сезона             |
| ------ | ------ | ------- | ------------------------ | ------------------------ |
|        | 1      | 22      | 28 сентября 2011         | 16 мая 2012              |
|        | 2      | 22      | 17 октября 2012          | 17 апреля 2013           |
|        | 3      | 13      | 15 января 2014           | 14 мая 2014              |

## Список серий

### Сезон 1 (2011-2012)
| № общий | № в сезоне | Название                                          | Режиссёр           | Автор сценария             | Дата премьеры    | Произв. код | Зрители в США (млн) |
| --- | ---------- | ------------------------------------------------- | ------------------ | -------------------------- | ---------------- | ----------- | ------------------- |
| 1 | 1          | «Pilot» «Пилот»                                   | Майкл Фреско       | Эмили Капнек               | 28 сентября 2011 | 276054      | 9,81                |
| Отец-одиночка Джордж (Джереми Систо) решает переехать вместе со своей 16-летней дочерью Тессой (Джейн Леви) из Нью-Йорка в пригород, в надежде что это сделает их ближе друг к другу, после того как он нашел в её комнате пачку презервативов. Между тем Тесса в ужасе от жизни в пригороде, и людей, живущих в нем. |            |                                                   |                    |                            |                  |             |                     |
| 2 | 2          | «The Barbecue» «Барбекю»                          | Майкл Фреско       | Боб Кушелл                 | 5 октября 2011   | 3X7103      | 9,11                |
| Хотя Тесса считает себя полной противоположностью своего соседа, спортсмена Райана Шэйна, у них случается краткий роман. Между тем Джорджу приходится устраивать барбекю для соседей. |            |                                                   |                    |                            |                  |             |                     |
| 3 | 3          | «The Chatterer» «Болтун»                          | Майкл Фреско       | Эмили Капнек               | 12 октября 2011  | 3X7102      | 8,92                |
| 4 | 4          | «Don’t Call Me Shirley» «Не называй меня Ширли»   | Кен Уиттингем      | Патрисия Брин              | 19 октября 2011  | 3X7104      | 8,82                |
| 5 | 5          | «Halloween» «Хэллоуин»                            | Адам Дэвидсон      | Эндрю Гэст                 | 26 октября 2011  | 3X7105      | 9,73                |
| 6 | 6          | «Charity Case» «Дело о сиротах»                   | Кен Уиттингем      | Адам Барр                  | 2 ноября 2011    | 3X7106      | 8,50                |
| 7 | 7          | «Sweet Sixteen» «Сладкие шестнадцать лет»         | Адам Дэвидсон      | Корин Маршалл              | 16 ноября 2011   | 3X7107      | 8,13                |
| 8 | 8          | «Thanksgiving» «День Благодарения»                | Эмили Капнек       | Алекс Хардкасл             | 23 ноября 2011   | 3X7108      | 8,35                |
| 9 | 9          | «The Nutcracker» «Щелкунчик»                      | Рэндалл Зиск       | Патрисия Брин              | 7 декабря 2011   | 3X7109      | 8,02                |
| 10 | 10         | «Driving Miss Dalia» «Ведет мисс Далия»           | Кен Уиттингем      | Брайан Чэмберлейн          | 4 января 2012    | 3X7110      | 8,75                |
| 11 | 11         | «Out in the Burbs» «Из пригорода»                 | Эллион Хагарти     | Боб Кушелл                 | 11 января 2012   | 3X7111      | 8,75                |
| 12 | 12         | «The Casino Trip» «Поездка в казино»              | Кен Уиттингем      | Эндрю Гэст                 | 18 января 2012   | 3X7112      | 7,05                |
| 13 | 13         | «Sex and the Suburbs» «Секс и пригород»           | Джули Энн Робинсон | Адам Барр                  | 8 февраля 2012   | 3X7113      | 7,27                |
| 14 | 14         | «The Body» «Тело»                                 | Фил Трайал         | Патрисия Брин              | 15 февраля 2012  | 3X7114      | 6,92                |
| 15 | 15         | «Fire with Fire» «Огонь с огнём»                  | Алекс Хардкасл     | Эмили Капнек               | 22 февраля 2012  | 3X7115      | 6,76                |
| 16 | 16         | «Poetic Injustice» «Поэтическая несправедливость» | Эллиот Хэгерти     | Эндрю Гэст                 | 29 февраля 2012  | 3X7116      | 6,85                |
| 17 | 17         | «Independence Day» «День Независимости»           | Кен Уиттингем      | Эмили Катлер               | 14 марта 2012    | 3X7117      | 6,21                |
| 18 | 18         | «Down Time» «Время замедления»                    | Алекс Хардкасл     | Брайан Чемберлейн          | 11 апреля 2012   | 3X7118      | 6,04                |
| 19 | 19         | «Entering Eden» «Вход в Эдем»                     | Гейл Манкусо       | Патрисия Брин              | 18 апреля 2012   | 3X7119      | 5,69                |
| 20 | 20         | «Hear No Evil» «Не слышу зла»                     | Питер Лоэр         | Эндрю Гэст                 | 2 мая 2012       | 3X7120      | 5,79                |
| 21 | 21         | «The Great Compromise» «Великий компромисс»       | Рэнди Зиск         | Чарли Карлайл и Эйми Джонс | 9 мая 2012       | 3X7121      | 5,94                |
| 22 | 22         | «The Motherload» «Бремя»                          | Кен Уиттингем      | Эмили Капнек               | 16 мая 2012      | 3X7122      | 5,35                |

### Сезон 2 (2012-13)
| № общий | № в сезоне | Название                                                  | Режиссёр           | Автор сценария             | Дата премьеры   | Произв. код | Зрители в США (млн) |
| ------- | ---------- | --------------------------------------------------------- | ------------------ | -------------------------- | --------------- | ----------- | ------------------- |
| 23      | 1          | «Homecoming» «Возвращение домой»                          | Кен Уиттингем      | Эмили Капнек               | 17 октября 2012 | 3X7751      | 7,54                |
| 24      | 2          | «The Witch of East Chatswin» «Ведьма Восточного Четсвина» | Виктор Нелли       | Энни Уайзман               | 24 октября 2012 | 3X7752      | 7,37                |
| 25      | 3          | «Ryan's Song» «Песня Райана»                              | Алекс Хардкасл     | Эндрю Гэст                 | 31 октября 2012 | 3X7753      | 6,32                |
| 26      | 4          | «Foam Finger» «Поролоновый палец»                         | Алекс Хардкасл     | Брайан Рубенштейн          | 7 ноября 2012   | 3X7754      | 7,55                |
| 27      | 5          | «The Wishbone» «Ловля дружбы»                             | Ута Бризевиц       | Брайан Чемберлейн          | 14 ноября 2012  | 3X7755      | 7,07                |
| 28      | 6          | «Friendship Fish» «Рыба дружбы»                           | Фил Трайл          | Дрю Хэнкок                 | 28 ноября 2012  | 3X7756      | 6,73                |
| 29      | 7          | «Krampus» «Приступ боли»                                  | Джули Энн Робинсон | Эмили Капнек               | 5 декабря 2012  | 3X7757      | 6,09                |
| 30      | 8          | «Black Thai» «Чёрный тайский»                             | Алекс Хардкасл     | Патрисия Брин              | 9 января 2013   | 3X7758      | 6,84                |
| 31      | 9          | «Junior Secretary's Day» «День младшего секретаря»        | Эллиот Хэнгарти    | Мэтт Уорд                  | 16 января 2013  | 3X7759      | 6,06                |
| 32      | 10         | «Chinese Chicken» «Курица по-китайски»                    | Алекс Хардкасл     | Эндрю Гэст                 | 23 января 2013  | 3X7760      | 6,09                |
| 33      | 11         | «Yakult Leader» «Якулт-лидер»                             | Алекс Хардкасл     | Мэтт Уорд                  | 30 января 2013  | 3X7761      | 4,73                |
| 34      | 12         | «Body Talk» «Язык тела»                                   | Майкл Патрик Жанн  | Брайан Рубенштейн          | 6 февраля 2013  | 3X7762      | 5,73                |
| 35      | 13         | «Blowtox and Burlap» «Токсины и мешковина»                | Джули Энн Робинсон | Энни Уайзман               | 13 февраля 2013 | 3X7763      | 5,91                |
| 36      | 14         | «T-Ball & Sympathy» «Попрыгунчик и сострадание»           | Фил Трайал         | Патрисия Брин              | 20 февраля 2013 | 3X7764      | 5,74                |
| 37      | 15         | «Leaving Chatswin» «Покидая Четсвин»                      | Эллиот Хэнгарти    | Дрю Хэнкок                 | 27 февраля 2013 | 3X7765      | 6,12                |
| 38      | 16         | «How to Be a Baby» «Как быть ребёнком»                    | Виктор Нелли       | Брайан Чемберлейн          | 6 марта 2013    | 3X7766      | 4,60                |
| 39      | 17         | «Eat, Pray, Eat» «Ешь, молись, ешь»                       | Эллиот Хэнгарти    | Чарли Карлайл и Эйми Джонс | 20 марта 2013   | 3X7767      | 4,19                |
| 40      | 18         | «Brown Trembler» «Пересмешник»                            | Фил Трайал         | Патрисия Брин              | 27 марта 2013   | 3X7768      | 5,33                |
| 41      | 19         | «Decemberfold» «Декабрьский разворот»                     | Линда Мендоза      | Эндрю Гэст                 | 3 апреля 2013   | 3X7769      | 5,83                |
| 42      | 20         | «Go, Gamblers!» «Вперед, игроки!»                         | Алекс Хардкасл     | Мэтт Уорд                  | 10 апреля       | 3X7770      | 5,60                |
| 43      | 21         | «Apocalypse Meow» «Мяу-апокалипсис»                       | Кен Уиттингем      | Энни Уайзман               | 17 апреля 2013  | 3X7771      | 5,33                |
| 44      | 22         | «Stray Dogs» «Бродячие собаки»                            | Эмили Капнек       | Эмили Капнек               | 17 апреля 2013  | 3X7772      | 5,45                |

### Сезон 3 (2014)
| № общий | № в сезоне | Название                                                | Режиссёр             | Автор сценария    | Дата премьеры   | Произв. код | Зрители в США (млн) |
| ------- | ---------- | ------------------------------------------------------- | -------------------- | ----------------- | --------------- | ----------- | ------------------- |
| 45      | 1          | «No Me Gusta, Mami» «Я не люблю тебя, мамочка»          | Кен Уиттингем        | Эмили Капнек      | 15 января 2014  | 4X5651      | 5,30                |
| 46      | 2          | «Victor Ha» «Виктор Ха»                                 | Эми Хекерлинг        | Эндрю Гэст        | 22 января 2014  | 4X5652      | 5,91                |
| 47      | 3          | «Open Door Policy» «Политика открытых дверей»           | Кен Уиттингем        | Патрисия Брин     | 29 января 2014  | 4X5653      | 5,10                |
| 48      | 4          | «The Birds and the Biederman» «Птички и Бидермэн»       | Клэр Скэнлон         | Брайан Рубенштейн | 5 февраля 2014  | 4X5654      | 6,09                |
| 49      | 5          | «Blame it on the Rainstick» «Вините дерево дождя»       | Стюарт МакДональд    | Брайан Чемберлейн | 26 февраля 2014 | 4X5656      | 5,22                |
| 50      | 6          | «About a Boy-Yoi-Yoing» «Мальчики чики-пики»            | Родмен Флендер       | Энни Уайзман      | 5 марта 2014    | 4X5655      | 5,72                |
| 51      | 7          | «I'm Just Not That Into Me» «Я тебе не пара»            | Клэр Скэнлон         | Эндрю Гэст        | 12 марта 2014   | 4X5657      | 5,39                |
| 52      | 8          | «Catch and Release» «Кошки-мышки»                       | Роберт Данкан Макнил | Патрисия Брин     | 26 марта 2014   | 4X5658      | 5,24                |
| 53      | 9          | «The Ballad of Piggy Duckworth» «Баллада Хрюши Дакворт» | Стюарт МакДональд    | Брайан Чемберлейн | 2 апреля 2014   | 4X5659      | 5,37                |
| 54      | 10         | «No, You Can’t Sit with Us» «Не садись к нам»           | Сильвер Три          | Энни Уайзман      | 23 апреля 2014  | 4X5660      | 5,46                |
| 55      | 11         | «Dalia Nicole Smith» «Далия Николь Смит»                | Триша Брок           | Брайан Рубенштейн | 30 апреля 2014  | 4X5661      | 5,51                |
| 56      | 12         | «Les Lucioles» «Светлячки»                              | Алекс Хардкасл       | Эмили Капнек      | 7 мая 2014      | 4X5663      | 4,99                |
| 57      | 13         | «Stiiiiiiill Horny» «Ну очень пошлая»                   | Джули Энн Робинсон   | Эндрю Гэст        | 14 мая 2014     | 4X5662      | 5,23                |